# Columna Rosa de Luxemburg
La Columna Rosa de Luxemburg fou una milícia paramilitar alçada per voluntaris durant la Guerra Civil espanyola per fer front als militars sublevats contra la República Espanyola. Estava formada per 1 centúria amb nombrosa presencia de dones i voluntaris estrangers. Es va formar a partir del Batalló femení Rosa de Luxemburg que havia participat en el intent fallit de recuperar Mallorca de mans del sublevats. Sortí cap al Front d'Aragó el 8 de setembre de 1936 des de Barcelona. Va ocupar posicions a Tardienta. Finalment acabaria per integrar-se a la Columna Del Barrio, com a centúria 32.

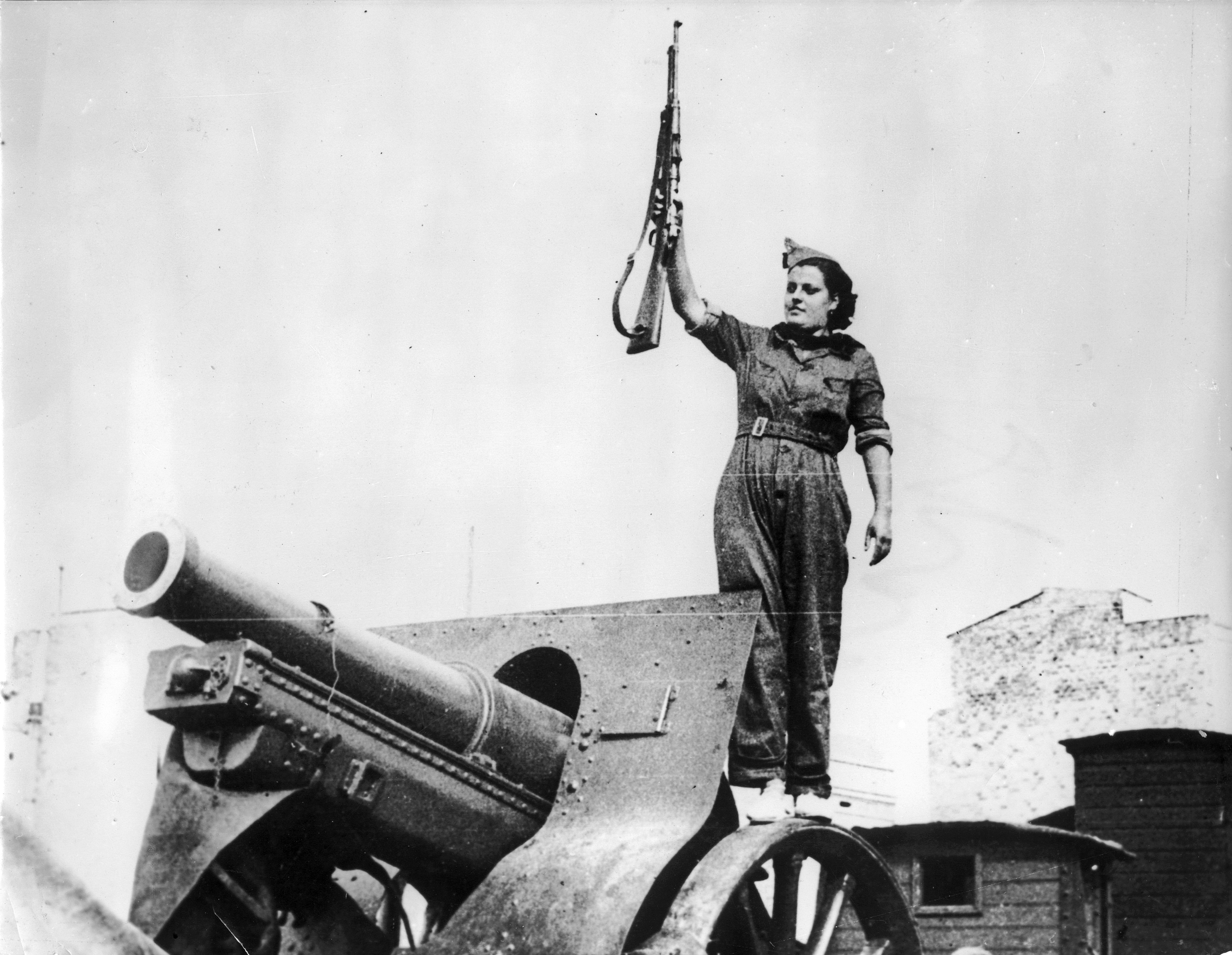
Miliciana republicana durant la Guerra Civil Espanyola.